# Остерхолм, Майкл
Майкл Томас Остерхолм (родился 10 марта 1953 года) — американский эпидемиолог, профессор Риджентса и директор Центра исследований и политики в области инфекционных заболеваний Миннесотского университета.
9 ноября 2020 года Остерхолм был назначен в Консультативный совет по COVID-19 президента Джо Байдена.

## Ранние годы и образование
Майкл Остерхолм родился в Воконе, штат Айова, в семье газетного фотографа .
В 1975 году окончил Колледж Лютера со степенью бакалавра биологии и политологии. Получил степень магистра и доктора философии. и степень магистра в области эпидемиологии в Университете Миннесоты.

## Карьера
С 1975 по 1999 год занимал различные должности в Министерстве здравоохранения Миннесоты (MDH), в том числе в качестве государственного эпидемиолога и начальника отдела эпидемиологии острых заболеваний (1984—1999). В MDH укрепил роль отдела в эпидемиологии инфекционных заболеваний, включая вспышки болезней пищевого происхождения, связь между тампонами и синдромом токсического шока, а также передачу гепатита В и вируса иммунодефицита человека (ВИЧ) среди медицинских работников.
С 2001 до начала 2005 работал специальным советником тогдашнего секретаря Министерства здравоохранения и социальных служб (HSS) Томми Томпсона по вопросам, связанным с биотерроризмом и готовностью общественного здравоохранения. В апреле 2002 года был назначен во временную управленческую группу, возглавив Центры по контролю и профилактике заболеваний (CDC) . В 2005 году секретарь HHS Майк Ливитт назначил Остерхольма членом Национального научного консультативного совета по биобезопасности.

## Биобезопасность
Остерхольм много говорил о недостаточной готовности международного сообщества к пандемии гриппа. Он также был международным лидером в борьбе против использования биологических агентов в качестве оружия против гражданских лиц. В этой роли он служил личным советником короля Иордании Хусейна.

## Книги и другие публикации
В марте 2017 года Остерхолм и Марк Олшейкер опубликовали получившую признание критиков книгу Deadliest Enemy.
Ричард Престон, автор бестселлера
The Hot Zone, писал, что книга «рассматривает угрозу новых болезней с ясностью и реализмом и предлагает нам не только страх, но и планы».
Остерхольм является автором более 315 статей.
- Майкл Остерхолм, Марк Олшейкер. Заклятый враг. Наша война со смертельными инфекциями = Deadliest Enemy: Our War Against Killer Germs. — М.: Альпина нон-фикшн, 2022. — 440 с. — ISBN 978-5-00139-564-5.

### Комментарии
1. ↑  В 2022 году в издательстве «Альпина Паблишер» вышел русский перевод книги озаглавленный «Заклятый враг. Наша война со смертельными инфекциями».